# Kristallen Fiets
De Kristallen Fiets is sinds 1992 een trofee die de beste Belgische wielrenner van het jaar bekroont. Het is een initiatief van de Vlaamse krant Het Laatste Nieuws. Recordhouders zijn Johan Museeuw en Lotte Kopecky met elk vijf trofeeën.
Een Waalse tegenhanger van de Kristallen Fiets was de Sprint d'Or, die tussen 1995 en 2008 uitgereikt werd door de Waalse openbare omroep RTBF.
Paul Herygers, Sven Nys, Wout van Aert en Sanne Cant zijn tot op heden de enige veldrijders die de trofee wonnen. Nys won de trofee in 2013 voor de tweede keer.
Sinds 2016 wordt aan een mannelijke en alsook aan een vrouwelijke fietser de Kristallen Fiets uitgereikt. Jolien D'Hoore was de eerste vrouw die de trofee won.

## Overzicht van de winnaars
| Jaar | Kristallen Fiets    | Belofte van het Jaar (mannen) | Beste Manager/Ploegleider/Coach       | Kristallen Zweetdruppel (beste helper) | Beste Vrouw      | Belofte van het Jaar (vrouwen) |
| ---- | ------------------- | ----------------------------- | ------------------------------------- | -------------------------------------- | ---------------- | ------------------------------ |
| 1992 | Dirk De Wolf        | Frank Vandenbroucke           | Niet uitgereikt                       | Niet uitgereikt                        | Niet uitgereikt  | Niet uitgereikt                |
| 1993 | Johan Museeuw       | Jürgen De Buysschere          | Niet uitgereikt                       | Niet uitgereikt                        | Niet uitgereikt  | Niet uitgereikt                |
| 1994 | Paul Herygers       | Kristof Trouvé                | Niet uitgereikt                       | Niet uitgereikt                        | Niet uitgereikt  | Niet uitgereikt                |
| 1995 | Johan Museeuw       | Leif Hoste                    | Niet uitgereikt                       | Niet uitgereikt                        | Niet uitgereikt  | Niet uitgereikt                |
| 1996 | Johan Museeuw       | Glenn D'Hollander             | Niet uitgereikt                       | Niet uitgereikt                        | Niet uitgereikt  | Niet uitgereikt                |
| 1997 | Johan Museeuw       | Sven Nys                      | Niet uitgereikt                       | Niet uitgereikt                        | Niet uitgereikt  | Niet uitgereikt                |
| 1998 | Tom Steels          | Sven Nys                      | Niet uitgereikt                       | Niet uitgereikt                        | Niet uitgereikt  | Niet uitgereikt                |
| 1999 | Frank Vandenbroucke | Kevin Hulsmans                | Niet uitgereikt                       | Niet uitgereikt                        | Niet uitgereikt  | Niet uitgereikt                |
| 2000 | Andrei Tchmil       | Jurgen Van Goolen             | Patrick Lefevere & Johan Bruyneel     | Niet uitgereikt                        | Niet uitgereikt  | Niet uitgereikt                |
| 2001 | Rik Verbrugghe      | Tom Boonen                    | Jef Braeckevelt                       | Niet uitgereikt                        | Niet uitgereikt  | Niet uitgereikt                |
| 2002 | Johan Museeuw       | Kevin De Weert                | Johan Bruyneel                        | Niet uitgereikt                        | Niet uitgereikt  | Niet uitgereikt                |
| 2003 | Peter Van Petegem   | Johan Vansummeren             | Johan Bruyneel                        | Niet uitgereikt                        | Niet uitgereikt  | Niet uitgereikt                |
| 2004 | Tom Boonen          | Niels Albert                  | Patrick Lefevere                      | Niet uitgereikt                        | Niet uitgereikt  | Niet uitgereikt                |
| 2005 | Tom Boonen          | Niels Albert                  | José De Cauwer                        | Kevin Hulsmans                         | Niet uitgereikt  | Niet uitgereikt                |
| 2006 | Tom Boonen          | Dominique Cornu               | Patrick Lefevere                      | Gert Steegmans                         | Niet uitgereikt  | Niet uitgereikt                |
| 2007 | Sven Nys            | Niels Albert                  | Johan Bruyneel                        | Johan Vansummeren                      | Niet uitgereikt  | Niet uitgereikt                |
| 2008 | Philippe Gilbert    | Jan Bakelants                 | Johan Bruyneel                        | Mario Aerts                            | Niet uitgereikt  | Niet uitgereikt                |
| 2009 | Philippe Gilbert    | Kris Boeckmans                | Johan Bruyneel                        | Stijn Vandenbergh                      | Niet uitgereikt  | Niet uitgereikt                |
| 2010 | Philippe Gilbert    | Yannick Eijssen               | Marc Sergeant                         | Mario Aerts                            | Niet uitgereikt  | Niet uitgereikt                |
| 2011 | Philippe Gilbert    | Tosh Van der Sande            | John Lelangue                         | Jelle Vanendert                        | Niet uitgereikt  | Niet uitgereikt                |
| 2012 | Tom Boonen          | Gijs Van Hoecke               | Carlo Bomans                          | Kevin De Weert                         | Niet uitgereikt  | Niet uitgereikt                |
| 2013 | Sven Nys            | Igor Decraene                 | Patrick Lefevere                      | Stijn Vandenbergh                      | Niet uitgereikt  | Niet uitgereikt                |
| 2014 | Greg Van Avermaet   | Dylan Teuns                   | Walter Planckaert                     | Iljo Keisse                            | Niet uitgereikt  | Niet uitgereikt                |
| 2015 | Greg Van Avermaet   | Laurens De Plus               | Walter Planckaert                     | Iljo Keisse                            | Niet uitgereikt  | Niet uitgereikt                |
| 2016 | Greg Van Avermaet   | Bjorg Lambrecht               | Kevin De Weert                        | Iljo Keisse                            | Jolien D'Hoore   | Niet uitgereikt                |
| 2017 | Greg Van Avermaet   | Bjorg Lambrecht               | Patrick Lefevere                      | Julien Vermote                         | Jolien D'Hoore   | Niet uitgereikt                |
| 2018 | Victor Campenaerts  | Remco Evenepoel               | Patrick Lefevere                      | Tim Declercq                           | Nicky Degrendele | Niet uitgereikt                |
| 2019 | Remco Evenepoel     | Ilan Van Wilder               | Patrick Lefevere                      | Tim Declercq                           | Sanne Cant       | Niet uitgereikt                |
| 2020 | Wout van Aert       | Thibau Nys                    | Allan Peiper                          | Tim Declercq                           | Lotte Kopecky    | Niet uitgereikt                |
| 2021 | Wout van Aert       | Thibau Nys                    | Philip Roodhooft, Christoph Roodhooft | Tim Declercq                           | Lotte Kopecky    | Niet uitgereikt                |
| 2022 | Remco Evenepoel     | Alec Segaert                  | Sven Vanthourenhout                   | Tiesj Benoot                           | Lotte Kopecky    | Niet uitgereikt                |
| 2023 | Remco Evenepoel     | William Lecerf                | Philip Roodhooft, Christoph Roodhooft | Nathan Van Hooydonck                   | Lotte Kopecky    | Julie De Wilde                 |
| 2024 | Remco Evenepoel     | Jarno Widar                   | Sven Vanthourenhout                   | Justine Ghekiere                       | Lotte Kopecky    | Fleur Moors                    |